# Clinton N'Jie
Clinton N'Jie (Douala, Camerún, 15 de agosto de 1993) es un futbolista camerunés. Juega de delantero y su equipo es el Rapid de Bucarest de la Liga I.

## Trayectoria

### Olympique de Lyon (2011-15)
Fichó por el Olympique de Lyon en 2011. Tras descender con el equipo reserva en cuarta división en su primera temporada. En este equipo, jugó con otros jóvenes talentos como Nabil Fekir, Anthony Martial o Corentin Tolisso. Jugó su primer partido con el primer equipo en Ligue 1 el 28 de noviembre de 2012 contra Reims. Durante la temporada 2014-15, jugó 30 partidos en Ligue 1, marcó 7 goles e hizo 7 asistencias.

### Tottenham Hotspur (2015-16)
El 15 de agosto de 2015, fichó por el Tottenham Hotspur. Njie no jugó mucho y se marcha en calidad de cedido al Olympique de Marsella con opción de compra al término de la temporada.

### Olympique de Marsella (desde 2016)
El 25 de septiembre de 2016, marcó su primer gol con el Olympique de Marsella al Stade Vélodrome. El 16 de julio, el Olympique de Marsella cerró el fichaje de Njie por tres años.

## Selección nacional
Ha defendido la camiseta de la selección de su país en 42 ocasiones.

## Estadísticas

### Clubes
- Actualizado hasta el 6 de abril de 2025.[4]

| Club | Div.          | Temporada     | Liga  | Liga  | Copas nacionales(1) | Copas nacionales(1) | Torneos internacionales(2) | Torneos internacionales(2) | Total | Total | Media goleadora(3) |
| Club | Div.          | Temporada     | Part. | Goles | Part.               | Goles               | Part.                      | Goles                      | Part. | Goles | Media goleadora(3) |
| --- | ------------- | ------------- | ----- | ----- | ------------------- | ------------------- | -------------------------- | -------------------------- | ----- | ----- | ------------------ |
| Olympique Lyonnais II Francia | 4.ª           | 2011-12       | 14    | 5     | —                   | —                   | —                          | —                          | 14    | 5     | 0,36               |
| Olympique Lyonnais II Francia | 4.ª           | 2012-13       | 26    | 2     | —                   | —                   | —                          | —                          | 26    | 2     | 0,08               |
| Olympique Lyonnais II Francia | 4.ª           | 2013-14       | 19    | 8     | —                   | —                   | —                          | —                          | 19    | 8     | 0,42               |
| Olympique Lyonnais II Francia | 4.ª           | 2014-15       | 1     | 0     | —                   | —                   | —                          | —                          | 1     | 0     | 0                  |
| Olympique Lyonnais II Francia | Total club    | Total club    | 60    | 15    | 0                   | 0                   | 0                          | 0                          | 60    | 15    | 0.25               |
| Olympique de Lyon Francia | 1.ª           | 2012-13       | 4     | 0     | 0                   | 0                   | 0                          | 0                          | 4     | 0     | 0                  |
| Olympique de Lyon Francia | 1.ª           | 2013-14       | 3     | 0     | 0                   | 0                   | 3                          | 0                          | 6     | 0     | 0                  |
| Olympique de Lyon Francia | 1.ª           | 2014-15       | 30    | 7     | 1                   | 0                   | 2                          | 1                          | 33    | 8     | 0,24               |
| Olympique de Lyon Francia | Total club    | Total club    | 37    | 7     | 1                   | 0                   | 5                          | 1                          | 43    | 8     | 0,19               |
| Tottenham Hotspur F. C. Inglaterra | 1.ª           | 2015-16       | 8     | 0     | 1                   | 0                   | 5                          | 0                          | 14    | 0     | 0                  |
| Tottenham Hotspur F. C. Inglaterra | Total club    | Total club    | 8     | 0     | 1                   | 0                   | 5                          | 0                          | 14    | 0     | 0                  |
| Olympique de Marsella Francia | 1.ª           | 2016-17       | 22    | 4     | 1                   | 0                   | —                          | —                          | 23    | 4     | 0,17               |
| Olympique de Marsella Francia | 1.ª           | 2017-18       | 22    | 7     | 4                   | 1                   | 13                         | 1                          | 39    | 9     | 0,23               |
| Olympique de Marsella Francia | 1.ª           | 2018-19       | 17    | 3     | 1                   | 0                   | 3                          | 0                          | 21    | 3     | 0,14               |
| Olympique de Marsella Francia | Total club    | Total club    | 61    | 14    | 6                   | 1                   | 16                         | 1                          | 83    | 16    | 0,19               |
| F. C. Dinamo Moscú · Rusia | 1.ª           | 2019-20       | 19    | 1     | 0                   | 0                   | —                          | —                          | 19    | 1     | 0,05               |
| F. C. Dinamo Moscú · Rusia | 1.ª           | 2020-21       | 23    | 4     | 1                   | 0                   | 1                          | 0                          | 25    | 4     | 0,16               |
| F. C. Dinamo Moscú · Rusia | 1.ª           | 2021-22       | 19    | 1     | 3                   | 0                   | ―                          | ―                          | 22    | 1     | 0,05               |
| F. C. Dinamo Moscú · Rusia | Total club    | Total club    | 61    | 6     | 4                   | 0                   | 1                          | 0                          | 66    | 6     | 0,09               |
| Sivasspor Turquía | 1.ª           | 2022-23       | 29    | 2     | 3                   | 1                   | 9                          | 0                          | 41    | 3     | 0,07               |
| Sivasspor Turquía | 1.ª           | 2023-24       | 28    | 2     | 3                   | 0                   | ―                          | ―                          | 31    | 2     | 0,06               |
| Sivasspor Turquía | Total club    | Total club    | 57    | 4     | 6                   | 1                   | 9                          | 0                          | 72    | 5     | 0,07               |
| Rapid de Bucarest · Rumania | 1.ª           | 2024-25       | 10    | 1     | 2                   | 1                   | ―                          | ―                          | 12    | 2     | 0,17               |
| Rapid de Bucarest · Rumania | Total club    | Total club    | 10    | 1     | 2                   | 1                   | 0                          | 0                          | 12    | 2     | 0,17               |
| Total carrera | Total carrera | Total carrera | 294   | 47    | 20                  | 3                   | 36                         | 2                          | 350   | 52    | 0,15               |
| (1) Incluye datos de Copa de Francia, Copa de la Liga de Francia, Copa de la Liga de Inglaterra, Copa de Rusia, Copa de Turquía y Copa de Rumania. (2) Incluye datos de Liga Europa de la UEFA y Liga Europa Conferencia de la UEFA. (3) No incluye goles en partidos amistosos. |               |               |       |       |                     |                     |                            |                            |       |       |                    |

### Selecciones

#### Participaciones en fases finales
| Competición                    | Sede              | Resultado        | Partidos | Goles |
| ------------------------------ | ----------------- | ---------------- | -------- | ----- |
| Copa Africana de Naciones 2015 | Guinea Ecuatorial | Fase de grupos   | 1        | 0     |
| Copa Africana de Naciones 2017 | Gabón             | Campeón          | 2        | 0     |
| Copa Africana de Naciones 2019 | Egipto            | Octavos de final | 4        | 1     |
| Copa Africana de Naciones 2021 | Camerún           | Tercer puesto    | 6        | 0     |
| Copa Africana de Naciones 2023 | Costa de Marfil   | Octavos de final | 0        | 0     |

## Palmarés

### Títulos internacionales
| Título                    | Club (*) | Sede  | Año  |
| ------------------------- | -------- | ----- | ---- |
| Copa Africana de Naciones | Camerún  | Gabón | 2017 |

(*) Incluye la selección.